# Дружинин, Яков Александрович (тайный советник)
Яков Александрович Дружинин (1771—1849) — русский чиновник и переводчик, тайный советник, директор Департамента мануфактур и внутренней торговли.

## Биография
Отец его, Александр Васильевич Дружинин (ум. 1799), служил вместе с В. П. Петровым при собственной библиотеке Екатерины II, а позже был коллежским советником и «правителем собственной Ея Величества товарной казенной».
В 1780-х годах Дружинин был отдан в лучшее тогда учебное заведение в Петербурге — «Главное училище немецких подданных государства», окончив курс которой, был определён (06.09.1788) с чином коллежского регистратора в Кабинет Ея Величества и откомандирован «к письменным делам» при комнатах государыни, которая нередко поручала ему переписывать свои сочинения. Эту должность Дружинин сохранял до самой смерти императрицы.
Новый император Павел очень благоволил к Дружинину: 17 декабря 1796 года он пожаловал его в титулярные советники, 1 января 1797 г. назначил секретарём при своей комнате, 8 ноября 1798 г. произвёл в коллежские асессоры, а 22 декабря 1800 г. — в надворные советники.
Александр I 1 октября 1801 г. определил его в канцелярию статс-секретаря Н. Н. Новосильцева. В новой должности Дружинин исполнял некоторые особо трудные поручения. В том числе, он написал манифест и положение об учреждении министерств; кроме того, на него были возложены обязанности референдария новоустроенной Комиссии составления законов (1804), в которой впоследствии он состоял членом, а затем — начальником 2 отделения (по составлению уголовного уложения); в то же время он был правителем, а потом членом комитетов Лифляндских, Эстляндских и Еврейских дел (с 05.01.1809).
В 1802 году Я. А. Дружинин находился в свите государя во время его путешествия в западные губернии и Пруссию, а потом сопровождал его в походах 1805—1806 гг. в Моравию и Пруссию. В 1807—1809 гг. он, вместо Новосильцева, лично докладывал государю по рекетмейстерским делам. В июле 1810 года, по увольнении Новосильцева от службы, Дружинин перешёл в министерство финансов. В 1811 году он занял в этом министерстве должность директора канцелярии министра финансов, гр. Д. А. Гурьева, а потом — гр. Е. Ф. Канкрина и оставался на этом посту до 1830 года.
27 сентября 1813 года награждён орденом Святой Анны 1-й степени.
Будучи произведён в тайные советники 31 декабря 1825 года, Дружинин некоторое время управлял департаментом мануфактур и внутренней торговли, заседал в различных временных комитетах, председательствовал в мануфактурном и коммерческом совете министерства финансов, состоял членом-попечителем Человеколюбивого общества и членом совета Российско-Американской Компании. С 1830 года до выхода в отставку Дружинин был директором Департамента мануфактур и внутренней торговли
Уволен от должности 15 февраля 1848 года по болезни с назначением членом Совета министра финансов. Умер в Петербурге 27 февраля (11 марта) 1849 года и погребён на «Широких мостках» Волкова кладбища.

## Литературная деятельность
В молодости Дружинин занимался литературой. Так, в 1797 г. он перевел с немецкого и издал в Петербурге книгу: «Пифагоровы ученицы. Соч. Виланда». Исполнение этого перевода, а также пользовавшееся громкою известностью у современников искусство Дружинина писать деловым языком, побудило Российскую Академию избрать его в свои действительные члены (1800 г.). Затем, вместе с И. А. Дмитревским, Дружинин, по поручению Академии, перевел 6-ю часть изданного ею в 1804—1809 гг. «Путешествия Анахарсиса».
Дружинину, кроме того, русская наука обязана сохранением такого драгоценного памятника, как «Остромирово Евангелие», которое он случайно нашёл, занимаясь, после смерти Екатерины II, разбором её гардероба. В 1806 году Дружинин представил рукопись Александру I, который затем и повелел передать её на вечное хранение в Публичную библиотеку.
С 1811 года Дружинин состоял членом в ІV разряде «Беседы любителей русского слова», а 21 ноября 1841 г. был утвержден почетным членом Отделения русского языка и словесности Петербургской академии наук. По словам Н. И. Греча, лично знавшего Дружинина, последний «был человек очень способный к делам, мастер писать и отписываться, притом до чрезвычайности добрый, снисходительный и услужливый».

## Дети
Я. А. Дружинин имел шестерых незаконнорожденных детей от гувернантки, выпускницы Смольного института Татьяны Борисовны — дочери костромского помещика, офицера, погибшего в войну 1812 года. Фамилия детей была образована от французского «belle amie» («бель ами») — «милый друг». В их числе был известный петербургский предприниматель, инженер-технолог Михаил Яковлевич Белямин (1831—1908).
Его полный тёзка генерал от артиллерии Яков Александрович Дружинин (1830—1902) не является его потомком.